# Красная Деревня (Волгоградская область)
Красная Деревня — хутор в Палласовском районе Волгоградской области, в составе Венгеловского сельского поселения. Хутор расположен на юге Палласовского района в пределах Прикаспийской низменности. В 4,8 км к востоку от хутора расположено озеро Эльтон.
Население — 15 (2010)

## История
С 1935 года — в составе Эльтонского района Сталинградской области. Хутор являлся центром Краснодеревенского сельсовета. В 1950 году в связи с упразднением Эльтонского района передан в состав Палласовского района
В 1967 году центр Краснодеревенского сельсовета был перенесен из села Красная Деревня в хутор Отгонный. В 1987 году после передачи посёлка Венгеловка из административного подчинения Эльтонского поселкового совета в состав Краснодеревенского сельсовета, Краснодеревенский сельсовет Палласовского района был переименован в Венгеловский сельсовет, административный центр Венгеловского сельсовета был перенесен из хутора Отгонный в посёлок Венгеловка.

## Население
Динамика численности населения по годам:
| 1987 | 2002 | 2010 |
| ---- | ---- | ---- |
| ≈210 | 45   | 15   |